# Pierre Pradier (acteur)
Pour les articles homonymes, voir Pierre Pradier et Pradier.
Pierre Henri Georges Groszos dit Pierre Pradier, né  le 18 septembre 1891 dans le 9e arrondissement de Paris et mort le 9 janvier 1936 à l'Hôpital Lariboisière dans le 10e arrondissement de Paris,, est un acteur français de théatre et de cinéma. 

## Biographie
Fils et petit-fils de secrétaires généraux du Jockey Club de Paris, il entre en 1909 au Conservatoire dans la classe de Jules Truffier. Sorti sans aucun prix ni récompense, il entre dans la troupe du théâtre Shakespeare puis du théâtre Sarah-Bernhardt où il devient le premier interprète masculin du duc de Reichstadt dans L'Aiglon d'Edmond Rostand, en succédant à Sarah Bernhardt qui créa le rôle et à Blanche Dufrêne. Il reste dans la troupe jusqu'en octobre 1913 date de son départ au service militaire où il reste jusqu'à la mobilisation générale d'août 1914. Réformé un an plus tard pour raison de santé, il retourne à la vie civile en juillet 1915.
Pierre Pradier reprend alors son métier de comédien et intègre la troupe de Régina Badet. Pendant les dix ans qui vont suivre, il va interpréter à ses côtés des rôles importants dans des pièces de théâtre classiques et contemporaines à Paris, puis en tournée en province et à l'étranger.
La décision de Régina Bardet de quitter la scène en 1925 va entraîner chez Pierre Pradier des bouleversements importants dans sa carrière qu'il doit désormais gérer seul. Livré à lui-même et à ses addictions,, il peine à remonter sur les scènes de théâtre et les plateaux de cinéma et doit se contenter le plus souvent de petits rôles sans grande importance voire de la simple figuration. Il va alors réorienter sa carrière vers le cabaret comme chanteur-imitateur où il excelle mais se renouvelle peu.
Il devient le directeur artistique de certains d'entre eux comme le cabaret des Quat'z'Arts en 1932 ou le cabaret Les Jardins d'Elmano, mais où les succès ne sont pas au rendez-vous.
Absent des programmes de cinéma depuis 1931 et des affiches de théâtre depuis 1932, il est contraint faute de moyens de quitter son appartement du boulevard de Clichy et de vivre en garni dans un hôtel de la rue Rodier dans le 9e arrondissement. C'est là qu'en janvier 1936, il est retrouvé inanimé dans sa chambre par le propriétaire qui découvre plusieurs tubes vides de Véronal à ses côtés,. Transporté en urgence à l'hôpital Lariboisière, il y décède le lendemain sans avoir repris connaissance,.
Mort célibataire à l'âge de 44 ans, il est inhumé le 15 janvier suivant au cimetière du Montparnasse (4e division) dans l'intimité familiale.

## Cinéma
- 1911 : Les Victimes de l'alcool, film (795 m) de Gérard Bourgeois
- 1911 : Cœur de bohémienne, film en couleur (215 m) de Gérard Bourgeois
- 1911 : Le Démon du jeu, film (420 m) de Gérard Bourgeois
- 1911 : Le Roman d'une pauvre fille, drame social en 4 parties (1 456 m) de Gérard Bourgeois
- 1912 : Une Vengeance d'Edgar Poe, drame de Gérard Bourgeois
- 1912 : Le Petit Chose, film  de Georges Monca d'après le roman d'Alphonse Daudet : Daniel Eyssette
- 1914 : L'Argent des pauvres, comédie dramatique en 4 parties (1 460 m) de Jacques Roullet : André Villiers
- 1916 : Le Suicide de Sir Letson, comédie en 2 parties (415 m) de Jacques de Baroncelli
- 1917 : Gloire rouge, scène dramatique d'actualité (900 m) d'Albert Dieudonné : Charly le Pitre
- 1920 : Maître Évora, drame en 6 parties (1 800 m) de Gaston Roudès
- 1928 : Gros sur le cœur, court-métrage de Pierre Weill, scénario de Jean-Charles Reynaud[16],[17]
- 1929 : L'Arpète d'Émile-Bernard Donatien : le couturier Pommier
- 1931 : Baleydier de Jean Mamy : Pétrequin
- 1931 : L'Amour à l'américaine de Claude Heymann : l'entrepreneur de pompes funèbres.

## Théâtre
comme auteur
- 1922 : Le Venin, pièce en 3 actes de et avec Pierre Pradier, créée au théâtre royal du Parc à Bruxelles le 21 septembre[18]. Reprise et création en France au théâtre Albert-1er à Paris le 12 février 1923[19].
- 1924 : La Voyante, sketch de et avec Pierre Pradier, au théâtre de l'Empire (21 juin)
- 1926 : La Ruse de l'Homme, pièce en 3 actes et 4 tableaux d'après un conte arabe de Si Kaddour Benghabrit adapté pour la scène par Pierre Pradier, au théâtre de la Madeleine (22 juillet)[20].

comme acteur
- 1910 : Garden-party élyséenne, comédie en 1 acte d'Amélie Mesureur, au théâtre du Parc de Pont-aux-Dames (19 juin)
- 1911 : La Mégère apprivoisée, comédie en 5 actes de William Shakespeare, adaptation française sous le titre L'École de la Pie-Grièche et mise en scène de Camille de Sainte-Croix au théâtre Fémina (16-17 janvier) : Hortensio[21]
- 1911 : Peines d'amour perdues, comédie en 5 actes de William Shakespeare, adaptation française et mise en scène de Camille de Sainte-Croix, musique de scène de Paul Vidal, au théâtre Fémina (2 mars) : Biron
- 1911 : Un bon petit diable, féérie en 3 actes en vers de Rosemonde Gérard et Maurice Rostand d'après le roman de la comtesse de Ségur, création au théâtre du Gymnase (22 décembre) : Charles Mac Lance[22]
- 1912 : L'Aiglon, drame en 6 actes en vers d'Edmond Rostand, au théâtre Sarah-Bernhardt (20 septembre-3 novembre) : le duc de Reichstadt[23]. Reprise au même théâtre le 28 août 1913 avec Pierre Pradier dans le même rôle.
- 1912 : De fil en aiguille, comédie en 3 journées de Léon Gandillot, à la Salle Gaveau (25 décembre)
- 1913 : Le Paradis impossible, comédie féérique en 1 acte en vers de Jacques-Napoléon Faure-Biguet, au théâtre cinématographique American Biograh de Paris (28 février) : l'Oiseau Bleu[24]
- 1913 : Marie-Magdeleine, drame en 3 actes de Maurice Maeterlinck, au théâtre du Châtelet (28 mai) : Jésus (voix)[25]
- 1913 : Les Oberlé, pièce en 5 actes d'Edmond Haraucourt d'après le roman de René Bazin, au théâtre de l'Ambigu (4 juin) : Jean Oberlé
- 1913 : Le Phalène, pièce en 4 actes et 2 parties de Henry Bataille, au Théâtre du Vaudeville (20 octobre) : le poète Corveau
- 1917 : La Folle nuit, ou le Dérivatif, opérette galante en 3 actes d'André Mouëzy-Éon et Félix Gandéra, musique de Marcel Pollet, au théâtre Édouard-VII (5 avril)
- 1917 : Un Mystère sans importance, comédie en 1 acte de Tristan Bernard, au théâtre des Variétés (27 novembre)
- 1918 : Chut !, revue au théâtre Fémina (mars)
- 1918 : Zaza, comédie en 5 actes de Charles Simon et Pierre Berton, au Grand-théâtre du Havre (19 mai) : Dufresne. Reprise à l'Eldorado de Lyon en octobre 1920, au théâtre de Nimes en mars 1921 et au théâtre du Gymnase de Marseille en novembre 1922.
- 1921 : L'Appassionata, pièce en 4 actes de Pierre Frondaie, au théâtre municipal de Perpignan (13 mars), au théâtre Caton de Tarbes le 17 mars puis au théâtre des Variétés de Pau en avril : Spifani
- 1921 : La Brune et la Blonde, comédie légère en 3 actes de Marcel Sablons, musique de scène de Fernand Le Borne, au Théâtre Fémina (1er septembre) : Xanthis
- 1922 : L'Occident, pièce en 3 actes de Henry Kistemaeckers, au Trianon-Casino de Nice (17-22 février)
- 1922 : Éducation de prince, comédie en 4 actes de Maurice Donnay, au Trianon-Casino de Nice (18-23 février)
- 1922 : La Femme et le Pantin, pièce en 4 actes et 5 tableaux de Pierre Louÿs et Pierre Frondaie, au Théâtre municipal de Béziers (mars) et à l'Eldorado-Casino de Nice (décembre) : don Mateo Diaz
- 1923 : Sapho, pièce en 5 actes d'Alphonse Daudet et Adolphe Belot, au théâtre des Bouffes-du-Nord (27 avril) : Jean Gaussin
- 1923 : Lysistrata, comédie en 4 actes de Maurice Donnay d'après la comédie d'Aristophane, au théâtre du Gymnase de Marseille (novembre) : Agathos
- 1924 : La Femme et le Pantin, pièce en 4 actes et 5 tableaux de Pierre Louÿs et Pierre Frondaie, au théâtre Antoine (9 avril-4 mai) : Philippe Ferger. Reprise au théâtre de l'Alhambra de Lille en janvier 1925, avec Pierre Pradier qui reprend cette fois le rôle de don Mateo Diaz[26].
- 1925 : On demande un amant, comédie en 3 actes de Maurice Dekobra, au théâtre des Mathurins (mars) : le comte Armand de Saint-Godèze
- 1925 : La Nuit est à nous, pièce en 3 actes et 4 tableaux de Henry Kistemaeckers, au théâtre de Paris (21 octobre) : d'Aigleroc
- 1926 : L'École du Bonheur, comédie en 3 actes de Paul Gavault, au théâtre Daunou (12 février)[27]
- 1926 : Entre nous, revue en 1 acte et 13 tableaux d'André-Paul Antoine, musique d'accompagnement d'Adolf Stanislas, au cabaret l'Œil de Paris (28 septembre)
- 1926 : Et puis après..., revue de et avec René Dorin, au cabaret l'Œil de Paris (12 novembre)
- 1927 : La Cote des Fauchés[28], revue en 1 acte de Rip, au théâtre du Perchoir (19 mars) : Toupel
- 1927 : Paris à l'œil, revue d'actualité de Henri Falk et Valmont, au cabaret l'Œil de Paris (7 février) : Barbette / Don Juan
- 1927 : Le Charme, pièce en 3 actes de Pierre Marèse, au théâtre de la Barrière (juin) : La Tarte
- 1928 : Charles Lindbergh, féérie en 3 actes et 18 tableaux de Sacha Guitry, musique de Jean Lenoir, au théâtre du Châtelet (29 novembre) : Fernand
- 1930 : La Mendiante, pièce en 3 actes en vers de Maurice Rostand, au grand-théâtre Municipal du Havre (30 août)
- 1930 : Institut de beauté, comédie en 2 actes et 7 tableaux de Jane Valcler, mise en scène de Jules Berry, au théâtre de la Potinière (16 décembre) : Provocateur
- 1932 : Bonsoir Paris !, opérette en 2 actes et 20 tableaux d'André Heuzé, Charles Tutelier et André Bay, musique de Lionel Cazaux et Jacques Réal, au théâtre des Folies-Wagram (7 décembre) : Sidonin[29].

## Prix
- 1929 : Prix littéraire du Maroc, co-lauréat avec Si Kaddour Benghabrit pour la pièce La Ruse de l'Homme[30].